# Birmingham (Missouri)
Birmingham – wieś w Stanach Zjednoczonych, w stanie Missouri, w hrabstwie Clay.